# Sierra de Aconchi
La Sierra de Aconchi es una cadena montañosa ubicada en el territorio oeste del municipio homónimo, en el centro del estado de Sonora, México.
Tiene una longitud de 10,6 km de este a oeste, se sitúa al poniente del río Sonora y del pueblo de Aconchi, y al suroeste del Arroyo Agua Caliente, y al norte del arroyo los Alisos.
Su punto más alto es el pico Picacho Alto La Bonancita que alcanza los 2,169 m s. n. m., otras montañas son: 
- Cerro El Congreso
- Cerro El Joma
- Cerro La Cruz
- Cerro Los Júcaros
- Cerro Navarro
- Cerro Trébol
- Cordón El Infierno
- Mesa La Huertita